# The Island of Adventure (film)
The Island of Adventure è un film del 1982 diretto da Anthony Squire.
È un film d'avventura britannico per ragazzi con Norman Bowler, Wilfrid Brambell e Eleanor Summerfield. È basato sul romanzo del 1944 The Island of Adventure di Enid Blyton e vede un gruppo di ragazzi in vacanza su un'isola misteriosa contro una banda di terroristi.

## Produzione
Il film, diretto da Anthony Squire su una sceneggiatura di Ruth Miller con il soggetto di Enid Blyton (autore del romanzo), fu prodotto da Stanley O'Toole per la EbeFilms e girato in Cornovaglia nel Regno Unito. Il titolo completo fu Enid Blyton's The Island of Adventure.

## Distribuzione
Il film fu distribuito nel Regno Unito nel 1982 con il titolo The Island of Adventure.